# Cyclopogon prasophylloides
Cyclopogon prasophylloides là một loài thực vật có hoa trong họ Lan. Loài này được (Garay) Szlach. mô tả khoa học đầu tiên năm 1993.